# Lexa Doig

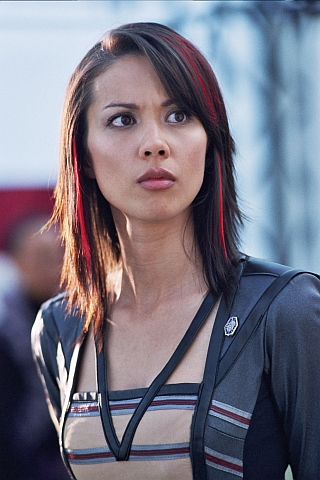
Doig in Andromeda (2004)

Alexandra „Lexa“ Doig (* 8. Juni 1973 in Toronto, Ontario) ist eine kanadische Schauspielerin.

## Leben
Lexa Doigs Vater stammt aus Schottland und ihre Mutter aus Dumaguete City auf den Philippinen. Aufgewachsen ist sie zusammen mit ihrem älteren Bruder Ted in Don Mills, Toronto. Der Name Doig stammt aus dem schottischen, Lexa ist der Kosename von Alexandra. Seit dem 2. August 2003 ist sie mit dem Schauspieler Michael Shanks (bekannt als Dr. Daniel Jackson aus Stargate) verheiratet, arbeitet jedoch weiterhin unter dem Künstlernamen Lexa Doig. Am 13. September 2004 brachte sie ihr erstes Kind zur Welt. Im März 2006 kam ein Sohn auf die Welt. Für Michael Shanks ist es das dritte Kind, denn aus seiner Ehe mit Vaitiare Hirshon-Asars (früher Vaitiare Bandera) stammt seine 1998 geborene Tochter.
Bereits als Kind sammelte sie in Theateraufführungen erste Erfahrungen als Schauspielerin. So startete sie mit Stücken wie Romeo und Julia und in der schwarzen Komödie Arsen und Spitzenhäubchen. Ihre erste Filmrolle hatte sie im Alter von zwölf Jahren in Psycho Girls.

## Fernsehen und Kino
Ihre wohl bekannteste Rolle hatte Doig in der Science-Fiction-Serie Andromeda. Auch ihre weiteren Rollen spielt sie vor allem in Science-Fiction-Fernsehserien.
Bevor Doig zu Andromeda kam, hatte sie bereits einige andere Fernsehauftritte hinter sich. So spielte sie unter anderem in Jason X, Die Profis – Die nächste Generation und Traders mit. Außerdem wirkte sie in William Shatners Fernsehserie Tek War – Krieger der Zukunft und im gleichnamigen Spielfilm als Cowgirl mit. Eine ihrer größeren Rollen hatte sie in No Alibi, wo sie an der Seite von Eric Roberts und Dean Cain in die Hauptrolle der Camille schlüpfte. Später spielte sie auch eine Gastrolle in Mission Erde – Sie sind unter uns von Gene Roddenberry. Diese Rolle ließ die Produzenten von Andromeda – ebenfalls aus der Feder Gene Roddenberrys – auf sie aufmerksam werden, worauf sie die Rolle der Andromeda/Rommie erhielt. Bei 4400 – Die Rückkehrer ist sie in der zweiten Staffel als wiederkehrender Charakter Wendy Paulson zu sehen.
In der neunten und zehnten Staffel von Stargate – Kommando SG-1 spielte sie von 2005 bis 2007 Dr. Carolyn Lam, die leitende Ärztin des Stargate-Centers. Eine weitere Hauptrolle erhielt Lexa Doig im Fantasy-Drama Second Sight (2007) und in der zweiten und dritten Staffel von EUReKA – Die geheime Stadt einen Gastauftritt. Ebenso hatte sie eine Rolle in Ba’al – Das Vermächtnis des Sturmgottes, der in den USA am 13. September 2008 auf SciFi-Channel Filmstart hatte.
2010 spielte sie in 6 Episoden als Dr. Leah Pearlman in dem Remake V – Die Besucher mit. In der kanadischen Science-Fiction-Serie Continuum aus dem Jahr 2012 hatte sie die Rolle der Liber8-Terroristin Sonya Valentine inne.

## Filmografie (Auswahl)

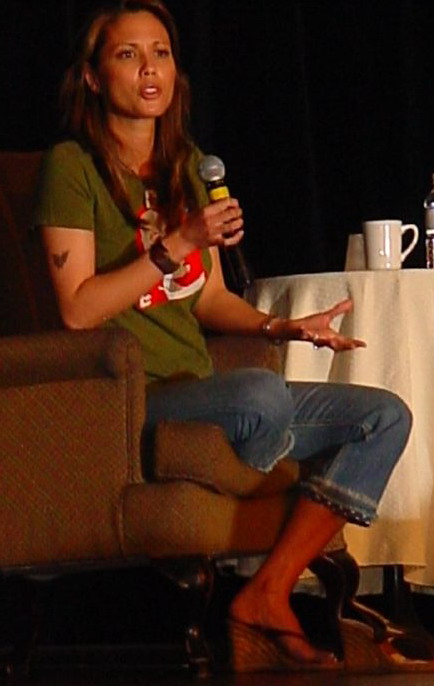
Lexa Doig (2006)

- 1993: The Hidden Room (Fernsehserie, Folge 2x20)
- 1994: TekWar: Kampf um die verlorene Vergangenheit (TekWar – The Movie, Fernsehfilm)
- 1994: TekWar: Die Fürsten des Todes (TekWar: TekLords, Fernsehfilm)
- 1994–1996: Tek War – Krieger der Zukunft (TekWar, Fernsehserie, 5 Folgen)
- 1995: Höllenjagd (Jungleground)
- 1996: Amanda und Betsy (Ready Or Not, Fernsehserie, Folge 4x04)
- 1997: Die Modemafia (While My Pretty One Sleeps, Fernsehfilm)
- 1999: Die Profis – Die nächste Generation (CI5: The New Professionals, Fernsehserie, 13 Folgen)
- 1999: Sleeping Beauty (Teen Sorcery)
- 1999–2000: Traders (Fernsehserie, 5 Folgen)
- 2000: Code Name – Phönix (Code Name Phoenix, Fernsehfilm)
- 2000: Kein Alibi – Dunkles Geheimnis (No Alibi)
- 2000: Mission Erde – Sie sind unter uns (Earth: Final Conflict, Fernsehserie, Folge 3x21)
- 2000–2005: Andromeda (Andromeda, Fernsehserie, 106 Folgen)
- 2001: The Tracker (Fernsehfilm)
- 2001: Jason X
- 2004: Human Cargo (Miniserie, 3 Folgen)
- 2005–2007: Stargate – Kommando SG-1 (Stargate SG-1, Fernsehserie, 11 Folgen)
- 2005: 4400 – Die Rückkehrer (The 4400, Fernsehserie, 4 Folgen)
- 2007: Second Sight – Das zweite Gesicht (Second Sight, Fernsehfilm)
- 2007–2008: Eureka – Die geheime Stadt (Eureka, Fernsehserie, 2 Folgen)
- 2008: The Green Film (Kurzfilm)
- 2008: Ba’al – Das Vermächtnis des Sturmgottes (Ba’al: The Storm God, Fernsehfilm)
- 2009: Supernatural (Fernsehserie, Folge 5x04)
- 2010: V – Die Besucher (V, Fernsehserie, 6 Folgen)
- 2010–2011: Smallville (Fernsehserie, 2 Folgen)
- 2011: Tactical Force
- 2012–2014: Continuum (Fernsehserie, 34 Folgen)
- 2012–2014: Arctic Air (Fernsehserie, 14 Folgen)
- 2013: Primeval: New World (Fernsehserie, 2 Folgen)
- 2014: Saving Hope (Fernsehserie, 3 Folgen)
- 2015–2022: Mit Liebe zum Mord (An Aurora Teagarden Mystery, Filmreihe, 16 Folgen)
- 2017–2020: Arrow (Fernsehserie, 8 Folgen)
- 2017–2018: The Arrangement (Fernsehserie, 19 Folgen)
- 2019: Unspeakable (Fernsehserie, 2 Folgen)
- 2019–2023: Virgin River (Fernsehserie, 15 Folgen)
- 2021: Chucky (Fernsehserie, 6 Folgen)
- 2023: The Power (Fernsehserie, Folge 1x03)
- 2023: Goosebumps (Fernsehserie, 5 Folgen)
- 2025: Sight Unseen (Fernsehserie, Folge 2x03)